# CSN-kortet
CSN-kortet var ett studentrabattkort som under 13 år gavs ut av Mecenat AB på uppdrag av myndigheten CSN. En upphandling våren 2011 ledde till en utdragen rättslig process som gjorde att CSN beslutade att inte upphandla studentkort. Mecenat AB ger därför ut Mecenatkortet till samtliga som tidigare fick ett CSN-kort. Mecenatkortet ger tillgång till samma studentrabatter som CSN-kortet tidigare gjorde.